# Choanephora infundibulifera
Choanephora infundibulifera är en svampart som först beskrevs av Curr., och fick sitt nu gällande namn av D.D. Cunn. 1891. Choanephora infundibulifera ingår i släktet Choanephora och familjen Choanephoraceae.   Inga underarter finns listade i Catalogue of Life.